# House on Haunted Hill (película de 1959)
House on Haunted Hill (en México y Argentina, Mansión siniestra; en España, La mansión de los horrores; en Venezuela, Mansión diabólica) es una película de terror de 1959 dirigida por William Castle y con Vincent Price como actor principal. En 1999 se estrenó una nueva versión homónima de la película.

## Trama
Un excéntrico millonario, llamado Frederick Loren (Vincent Price), organiza una fiesta a petición de su esposa, Annabelle (Carol Ohmart), a la que invita a cinco desconocidos a una mansión que alquiló. Loren promete entregarles 10 mil dólares a cada uno si permanecen dentro de la mansión durante toda la noche. Sin embargo, la casa tiene un pasado de asesinatos brutales, además de los rumores de estar embrujada. Los invitados son Lance Schroeder (Richard Long), un piloto; Watson Pritchard (Elisha Cook), dueño de la casa cuyo hermano fue asesinado en ella tiempo atrás; David Trent (Alan Marshal), un psiquiatra; Ruth Bridgers (Julie Mitchum), una columnista; y Nora Manning (Carolyn Craig), una secretaria que para mantener a su familia trabaja para Loren. Al llegar, Loren les explica que estarán encerrados en la casa durante toda la noche, sin electricidad ni teléfonos, advirtiéndoles que si desisten no recibirán el dinero prometido.
Los invitados comienzan a presenciar sucesos paranormales, y Annabelle les advierte que están en peligro, ya que sospecha que su marido sufre algún tipo de psicosis. Aunque Nora Manning y Watson Pritchard creen que efectivamente hay fantasmas en la casa, Lance Schroeder y David Trent se muestran más escépticos. A la medianoche, Loren le entrega unas pistolas a los invitados, para que se protejan. A medida que la noche avanza, Nora se vuelve más paranoica e histérica por los sucesos paranormales. Mientras recorre la casa en busca de Nora, Lance encuentra a Annabelle ahorcada en un pasillo. Tras esto, Nora le dice que alguien intentó estrangularla en la oscuridad, sospechando de Loren. Los invitados encaran a Loren acerca de la muerte de Annabelle, creyendo que él la asesinó, pero él lo niega.
Con el fin de estar seguros y protegerse de los demás, los invitados deciden encerrarse en sus cuartos durante el resto de la noche. Mientras está en su habitación, Nora es testigo de la aparición fantasmal de Annabelle, quien aparece fuera de su ventana. Aterrada por lo que acaba de ver, la joven sale corriendo con una pistola hacia el sótano. Posteriormente se revela que Annabelle fingió su muerte con la ayuda de Trent, su amante. Su objetivo es aprovechar la histeria de Nora para que asesine accidentalmente a Loren, heredando así su fortuna. Cuando Loren llega al sótano, Nora le dispara y huye. Tras esto llega Trent, quien intenta arrastrar su cuerpo hasta un pozo lleno de ácido.
Al oír el disparo, Annabelle baja al sótano en busca de Trent, pero lo encuentra vacío. En aquel momento sale del pozo de ácido un esqueleto que habla con la voz de Loren. Mientras el esqueleto se acerca a Annabelle, ella huye aterrada y cae accidentalmente al pozo. Tras esto aparece Loren, quien estaba escondido controlando al esqueleto como una marioneta. El resto de los invitados llega al sótano, donde Loren les cuenta el plan de Trent y Annabelle, y que para evitarlo puso balas de salva en el arma de Nora. El anfitrión concluye diciendo que se someterá a la justicia para que decida si es culpable o inocente. Watson Pritchard, quien aun cree en las características sobrenaturales de la casa, advierte que los fantasmas vendrán tras él, y mirando a la cámara dice: "y luego vendrán por ustedes".

## Reparto
- Vincent Price: Frederick Loren
- Carol Ohmart: Annabelle

Vincent Price como Frederick Loren.

- Richard Long: Lance Schroeder
- Alan Marshal: Dr. David Trent
- Carolyn Craig: Nora Manning
- Julie Mitchum: Ruth Bridgers
- Elisha Cook: Watson Pritchard
- Howard Hoffman: Jonas Slydes

## Estreno
La película fue estrenada el 17 de febrero de 1959 en Estados Unidos. En algunas de las proyecciones de la película William Castle utilizó un truco llamado "Emergo", consistente en hacer aparecer un esqueleto de utilería al costado de la pantalla de cine de la sala en una escena determinada. El esqueleto era manipulado mediante cables para que volara por encima de los espectadores y les diera un susto.